# Greenland (Arkansas)
Greenland – miasto w Stanach Zjednoczonych, w stanie Arkansas, w hrabstwie Washington.